# Gaz volcaniques

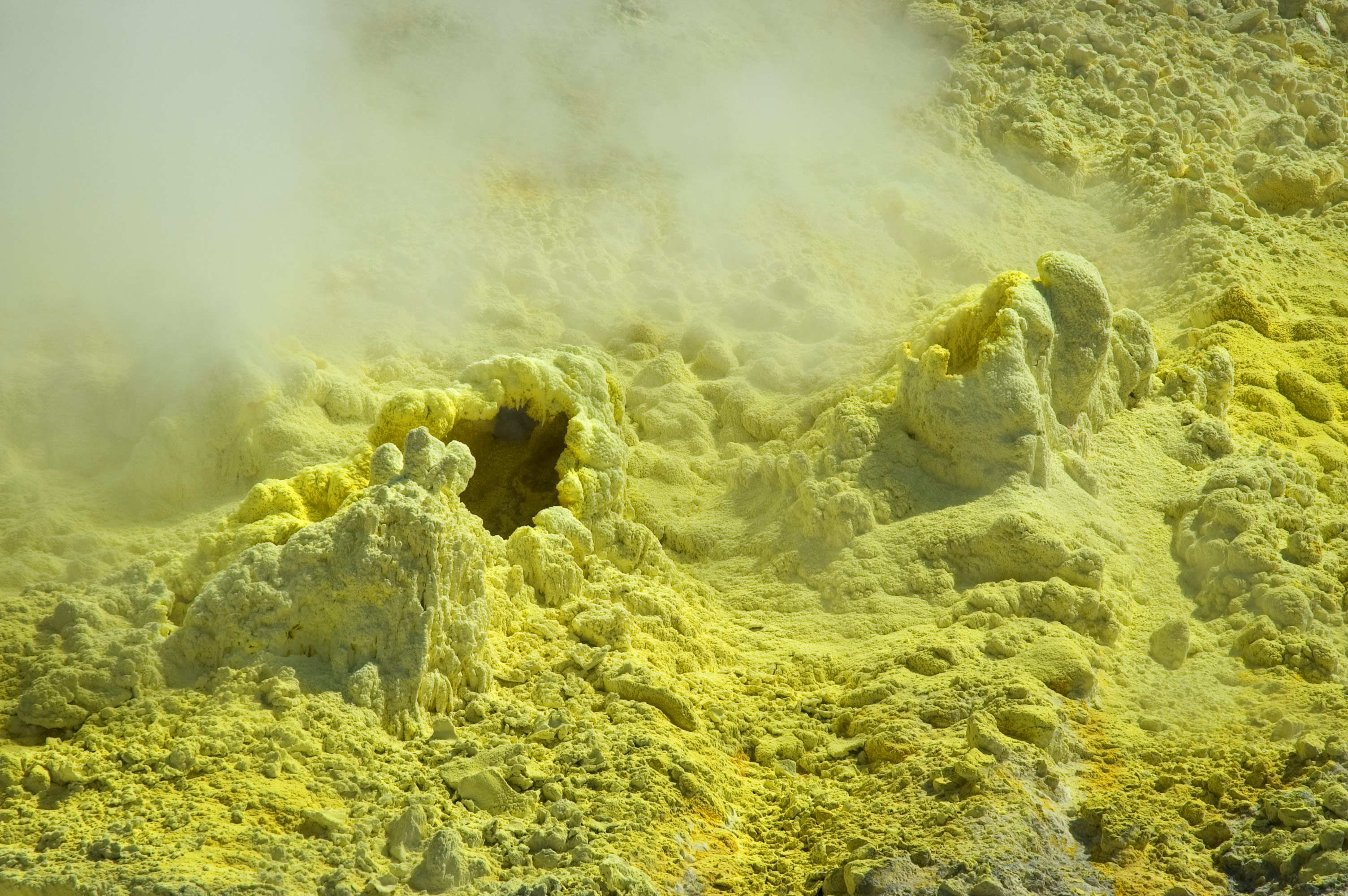
Fumerolles sur White Island en Nouvelle-Zélande : les dépôts de soufre élémentaire et la condensation de la vapeur d'eau trahissent la présence de gaz volcaniques rejetés par les ouvertures du sol.

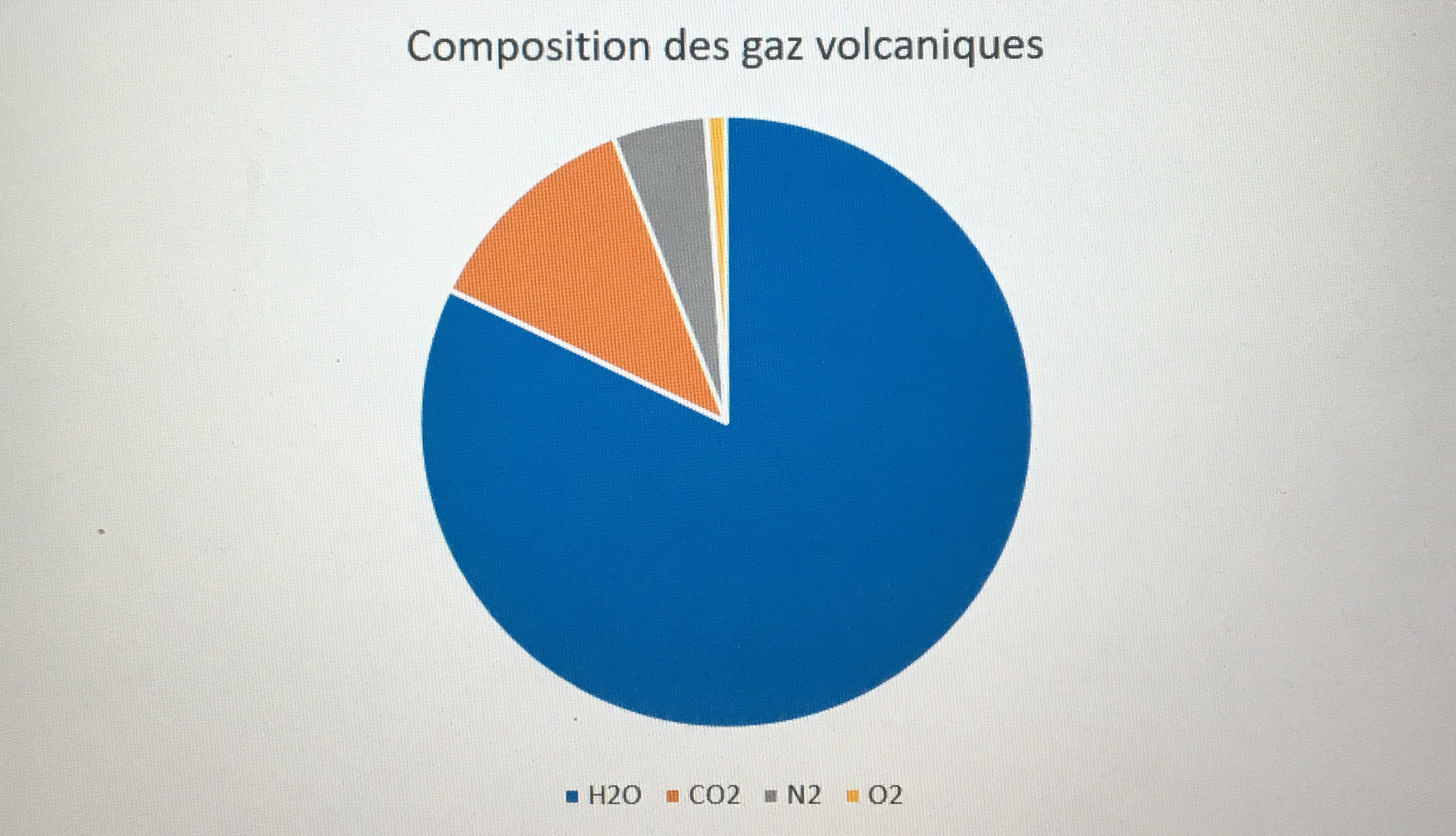
Proportion relative de gaz volcaniques. Dans l'exemple donné ici: > > >.

Les gaz volcaniques sont des gaz issus de la croûte terrestre et émis dans l'atmosphère, en permanence par diffusion à travers les édifices volcaniques et épisodiquement lors des éruptions.

## Composition
Les gaz volcaniques sont constitués d'un mélange de différents gaz, essentiellement de la vapeur d'eau H2O et du dioxyde de carbone CO2 mais aussi, en quantités non négligeables, du dioxyde de soufre SO2, du monoxyde de carbone CO, du sulfure d'hydrogène H2S, du chlorure d'hydrogène HCl ou encore du dihydrogène H2.

## Émission deCO2
Les émissions annuelles de CO2 d'origine volcanique ne représentent qu'une infime fraction des émissions anthropiques : 0,26 gigatonne par an (Gt/a) d'après l'Institut d'études géologiques des États-Unis, à comparer aux 35 Gt/a produites par l'utilisation des combustibles fossiles pour l'année 2015. Cela représente donc moins de 1/135 des émissions dues au recours aux énergies fossiles en 2015,.
En revanche le contenu global en CO2 de l'atmosphère et (surtout) des carbonates de la croûte est probablement dû à l'émission de gaz volcaniques dès les premiers âges de la Terre.

## Rôle dans le processus de l'éruption volcanique
Des gaz volcaniques peuvent être émis au cours d'une éruption par le dégazage de la lave au moment de sa sortie et tout au long de son refroidissement mais aussi entre deux éruptions sous la forme de fumerolles, de mofettes, de solfatares, etc. Des concrétions, comme des cristaux de soufre élémentaire, peuvent alors se former sur le pourtour des anfractuosités. Après une émission éruptive brusque, les gaz plus lourds que l'air, comme le CO2, peuvent stagner un certain temps près du sol avant d'être dispersés dans l'atmosphère environnante par advection (les vents) et diffusion moléculaire. Dans certains cas, l'accumulation de gaz au niveau du sol peut former des mazukus, des poches de gaz toxiques, généralement du dioxyde de carbone, stagnant dans des cuvettes et présentant un danger mortel d'asphyxie pour toute personne ou animal s'y trouvant. 
Si le rejet de ces gaz se fait sous l'eau, ils peuvent ressortir sous forme de bulles ou bien s'y dissoudre s'ils sont fortement solubles (HCl, SO2) ou si la pression hydrostatique de la colonne d'eau est assez élevée (CO2), acidifiant alors l'eau et pouvant former des lacs acides. L'accumulation de gaz volcaniques dissous dans les couches d'eau les plus profondes de certains lacs de cratère peut conduire à la formation d'éruptions limniques correspondant au brusque relargage de ces gaz en raison d'une inversion des couches d'eau.
Le rejet de gaz volcaniques est l'un des éléments qui vont déterminer le déclenchement d'une éruption et son pouvoir explosif. La concentration de ces gaz dissous dans le magma d'une chambre magmatique et la baisse de pression liée à la remontée du magma dans la croûte terrestre va induire la formation de bulles. Plus ces bulles sont nombreuses et plus elles sont grosses, plus l'éruption risque de se produire et plus elle sera accompagnée d'explosions puissantes. Si le magma est particulièrement visqueux, les gaz peinent d'autant plus à s'échapper et ils font éclater la lave, la pulvérisant en cendre, ou ils la figent sous la forme de ponce ou d'une mousse appelée réticulite.
Les gaz peuvent avoir des effets mécaniques, physiques et chimiques dans le volcanisme. L'effet mécanique des gaz peut être l'explosion ou la détente brutale d'une poche de gaz, par exemple. Les effets physiques peuvent avoir différentes conséquences, comme la diminution de la densité du magma sous-crustal, permettant son ascension au travers de l'écorce terrestre. Quant aux effets chimiques, les gaz peuvent participer à des réactions chimiques exothermiques, engendrer des explosions ou permettre le transfert d'éléments volatils.

## Effets des gaz volcaniques
Les gaz volcaniques sont responsables de différents dommages. Ils peuvent conduire à la formation d'un brouillard volcanique surnommé vog, source de pollution naturelle. Ils peuvent aussi se mêler aux nuages et s'y condenser, pour redescendre plus tard sous la forme de pluies acides.

## Détection
Des prélèvements gazeux suivis d'analyses chimiques par chromatographie en phase gazeuse ou en spectrométrie de masse ou des instruments à télédétection optique (spectroscopie infrarouge) peuvent être utilisés pour détecter, identifier et déterminer la concentration des gaz volcaniques.